# Brachypelma albiceps
Brachypelma albiceps ist eine grabende Vogelspinnenart aus der Gattung Brachypelma, die in Zentralmexiko in einem Gebiet um die Städte Mexiko-Stadt, Cuernavaca und Toluca vorkommt.

## Merkmale
Diese Spinnenart hat eine schwarze Grundfärbung. Der Carapax ist schwefelgelb gefärbt und das Opisthosoma weist längere rote Haare auf.

## Verbreitung

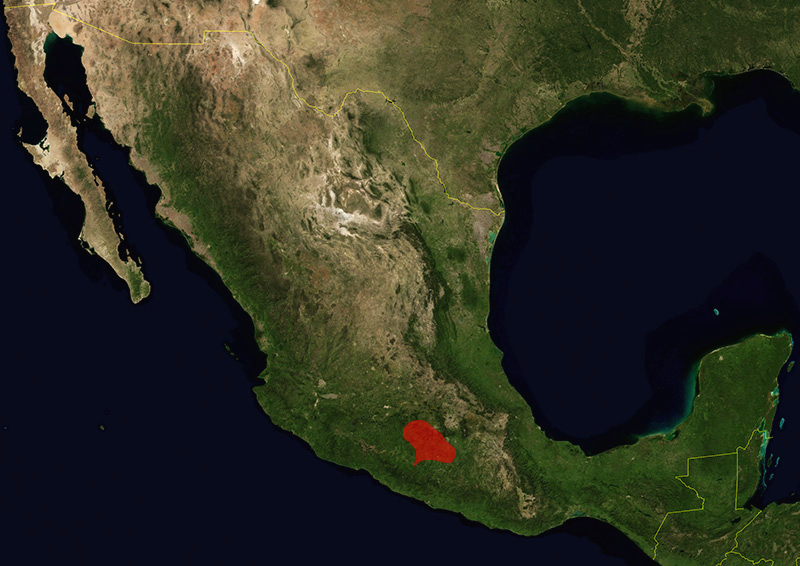
Verbreitungsgebiet

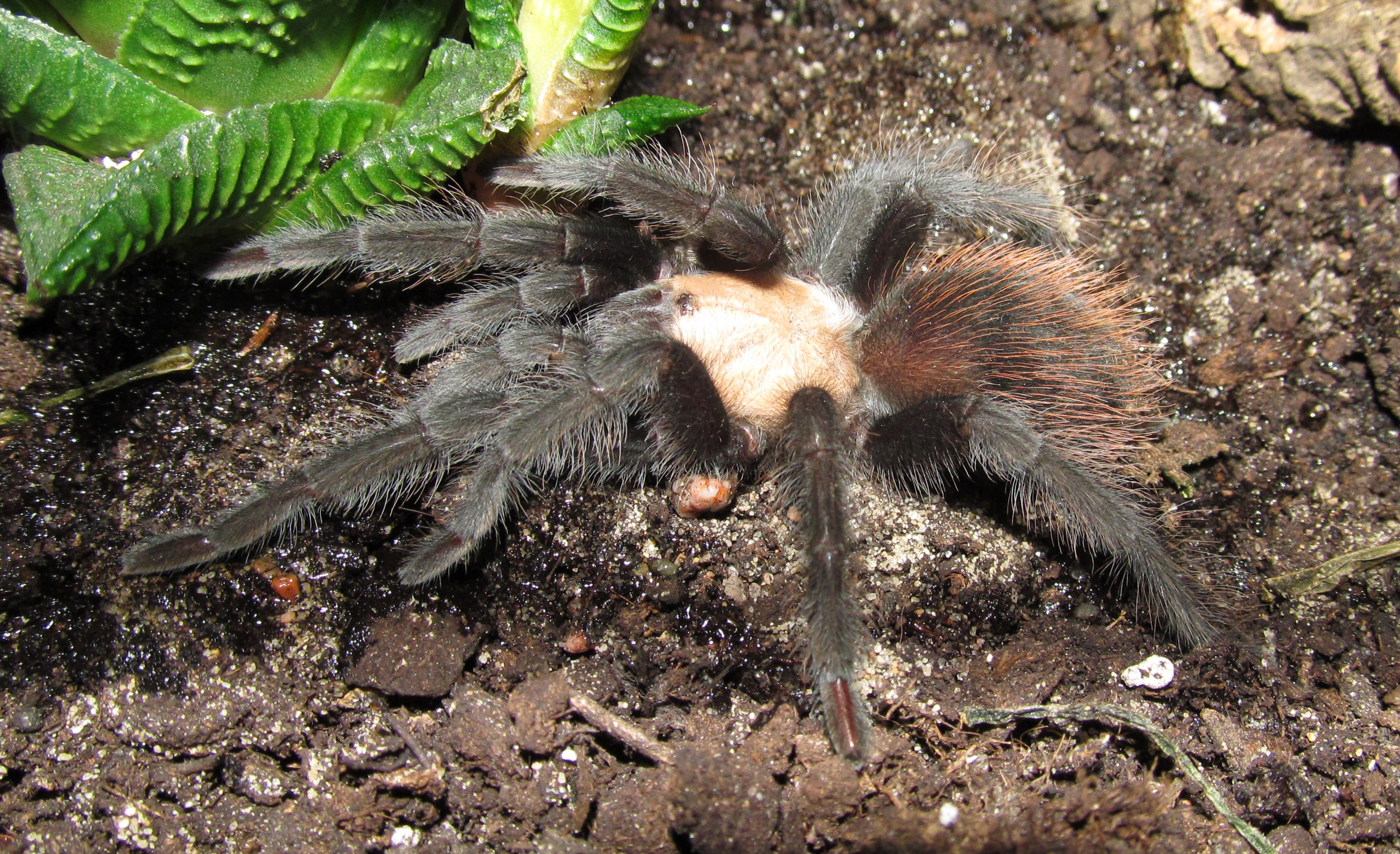
Jugendliches Weibchen

Brachypelma albiceps kommt ausschließlich in Mexiko vor. Dort erstreckt sich das Verbreitungsgebiet vom Distrito Federal (Mexiko-Stadt) nach Morelos und vermutlich auch ins nördliche Guerrero und ins nordöstliche Puebla. Das Verbreitungsareal überlappt sich nicht mit demjenigen anderer Brachypelma-Arten.

## Verhalten
Die Spinnen graben 30 bis 80 Zentimeter, teilweise verwinkelte und mit mehreren Kammern ausstaffierte Bauten unter Grasbüschel, großen Ästen, Steinen oder Felsen auf Kornfeldabhängen oder entlang von Weidenzäunen. Sehr selten werden die Eingänge zu diesen Röhren mit Seide ausgekleidet.

## Systematik
Als Erstbeschreiber gilt Reginald Innes Pocock. Das Weibchen wurde allerdings sechs Jahre früher von F. O. P.-Cambridge beschrieben. Er hielt es aber für das Weibchen seiner 1897 anhand eines Männchen beschriebenen Art Eurypelma pallidum (heute Aphonopema pallidum). Er beschrieb das Weibchen als eines, das dem Männchen sehr gleiche. Das Opisthosoma sei aber braun und weise vereinzelt feuerrote Haare auf. Bei der Beschreibung eines Männchen als Brachypelma albiceps im Jahr 1903 verwies Pocock beim Weibchen auf die fehlerhafte Beschreibung durch Cambridge.
Die Einordnung in die Gattung war eine kurze Zeit ungewiss. 1995 wurde sie von Smith in die Gattung Aphonopelma gestellt und von den Arachnologen A. Locht, F. Medina, R. Rojo und I. Vázquez 2005 dann wieder zurück in Brachypelma überführt. Markus Ruhnau brachte 1996 einige Exemplare dieser Art nach Europa. Der Arachnologe Günter Schmidt erkannte sie nicht als Brachypelma albiceps, sondern beschrieb 1997 sie als eine neue Art Brachypelmides ruhnaui. Bei der Publikation von A. Locht von 2005 wurde diese Art mit B. albiceps synonymisiert.